# Masahiro Kazuma
Masahiro Kazuma (數馬 正浩 Kazuma Masahiro?, nacido el 22 de junio de 1982 en Kanagawa) es un exfutbolista japonés. Jugaba de defensa y su último club fue el Japan Soccer College de Japón.

## Trayectoria

### Clubes
| Club                 | País  | Año         |
| -------------------- | ----- | ----------- |
| Yokohama F. Marinos  | Japón | 2001 - 2002 |
| Vegalta Sendai       | Japón | 2002 - 2004 |
| Japan Soccer College | Japón | 2005 - 2008 |

## Palmarés

### Títulos nacionales
| Título         | Club                | País  | Año  |
| -------------- | ------------------- | ----- | ---- |
| Copa J. League | Yokohama F. Marinos | Japón | 2001 |